# Fuori
Fuori ist ein Filmdrama von Mario Martone. Der Film ist von dem Buch L’Università di Rebibbia der verstorbenen italienischen Schauspielerin und Schriftstellerin Goliarda Sapienza inspiriert, die darin von ihrer Zeit im Gefängnis erzählt. Gespielt wird sie von Valeria Golino. Der Film feierte im Mai 2025 bei den Internationalen Filmfestspielen in Cannes seine Premiere.

## Handlung
In Rom im Jahr 1980. Die Schriftstellerin Goliarda Sapienza landet wegen einer völlig unüberlegten Aktion im Gefängnis. Nach ihrem Meisterwerk „The Art of Joy“ vor einem Jahrzehnt wurde sie von der italienischen Verlagswelt abgelehnt. Die Begegnung mit einigen jungen Insassinnen gestaltet sich für sie als lebensverändernde Erfahrung.
Nach ihrer Freilassung bleibt die Freundschaft zwischen ihr und den anderen Insassinnen bestehen, was in den intellektuellen Kreisen, in denen sie verkehrt, auf Unverständnis stößt. Besonders zu Roberta, einer Wiederholungstäterin und politischen Aktivistin, hat Goliarda eine tiefe Bindung aufgebaut. Sie treffen sich immer wieder an verschiedenen Orten Roms, um sich gemeinsam zu betrinken, Verbrechen unterschiedlichen Schweregrades zu begehen und über ihr jeweiliges, turbulentes Leben zu sprechen.

## Produktion

### Regie und Drehbuch
Regie führte Mario Martone. Der italienische Regisseur hat sich bei seinem Film von dem autobiografischen Buch L’Università di Rebibbia der verstorbenen italienischen Schauspielerin und Schriftstellerin Goliarda Sapienza inspirieren lassen, einem Bericht über ihre Zeit im Gefängnis, der 1983 veröffentlicht wurde und ein kleiner kommerzieller Erfolg war. Das Drehbuch schrieb Martone gemeinsam mit seiner Ehefrau Ippolita Di Majo. Als Filmeditor fungierte Jacopo Quadri, mit dem der Regisseur für alle seine Langfilm zusammenarbeitete.

### Besetzung, Kostüme und Dreharbeiten
Valeria Golino, bekannt aus Filmen wie Prendimi e portami via und La guerra di Mario,  spielt in der Hauptrolle Goliarda Sapienza. Matilda De Angelis, European Shooting Star des Jahres 2018, ist in der Rolle von Roberta zu sehen, mit der sie sich im Gefängnis anfreundet. Der Popstar Elodie spielt Barbara. Weiter auf der Besetzungsliste finden sich Corrado Fortuna, Stefano Dionisi, Antonio Gerardi und Francesco Gheghi.
Die Kostüme stammen von Loredana Buscemi, die zuletzt für Filme wie Glücklich wie Lazzaro und La chimera von Alice Rohrwacher arbeitete.
Die Dreharbeiten fanden im Sommer 2024 in Rom statt. Kameramann Paolo Carnera war zuletzt für Filme wie Der weiße Tiger von Ramin Bahrani, Adagio von Stefano Sollima, Nostalgia  von Matteo Garrone und Martones Ich Capitano tätig. Das Szenenbild gestaltete Carmine Guarino.

### Filmmusik und Veröffentlichung
Die Filmmusik komponierte Valerio Vigliar. Das Soundtrack-Album wurde kurz nach der Premiere von Indigo Film als Download veröffentlicht.
Die Premiere des Films fand am 20. Mai 2025 bei den Internationalen Filmfestspielen in Cannes statt, wo er im Wettbewerb um die Goldene Palme konkurriert. Dort stellt Goodfellas Fuori auch beim Marché du film vor.

## Rezeption

### Kritiken
Von den bei Rotten Tomatoes aufgeführten Kritiken sind 70 Prozent positiv.

### Auszeichnungen
Internationale Filmfestspiele von Cannes 2025
- Nominierung für die Goldene Palme (Mario Martone)

Nastro d’Argento 2025
- Auszeichnung als Beste Schauspielerin (Valeria Golino)
- Auszeichnung als Beste Nebendarstellerin (Matilda De Angelis)
- Auszeichnung für den Cameo des Jahres (Francesco Gheghi)[10]